# Władysław Żochowski
Władysław Żochowski (ur. 25 sierpnia 1897 w Niezbudce, zm. 1940 w Twerze) – przodownik Policji Państwowej, jedna z ofiar zbrodni katyńskiej.

## Życiorys
Syn Stanisława i Józefy z d. Dobrowolska. Ukończył 4 klasy szkoły powszechnej. W policji służył od 1 kwietnia 1919 roku. Służbę pełnił w woj. białostockim. Jako zastępca komendanta  mieszkał na parterze siedziby Policji Państwowej w Starosielcach przy ul. Boboli 5. 
Brał udział w kampanii wrześniowej 1939. Jego oddział został rozbrojony przez wojska radzieckie w okolicach Wilna, a on dostał się do niewoli - przebywał w obozie jenieckim w Ostaszkowie. Po wkroczeniu w 1939 roku na terytorium Polski Armii Czerwonej rodzina Władysława Żochowskiego została wywieziona do Kazachstanu.
W 1940 roku stał się ofiarą zbrodni katyńskiej i spoczywa na Cmentarzu Wojennym w Miednoje.
Postanowieniem Prezydenta RP Lecha Kaczyńskiego z 5 października 2007 został awansowany pośmiertnie na stopień aspiranta Policji Państwowej. Awans został ogłoszony 10 listopada 2007 w Warszawie, w trakcie uroczystości „Katyń Pamiętamy – Uczcijmy Pamięć Bohaterów”.

## Odznaczenia
- Brązowy Krzyż Zasługi
- Krzyż Kampanii Wrześniowej 1939 r. (pośmiertnie, 1 stycznia 1986)[4]